# Hackenberg (Bernhardswald)
Hackenberg ist ein Ortsteil der Gemeinde Bernhardswald im Oberpfälzer Landkreis Regensburg in Bayern.

## Geografische Lage
Das Dorf Hackenberg liegt in der Region Regensburg etwa vier Kilometer nordöstlich von Bernhardswald.

## Geschichte
Die Burg Hackenberg ist vermutlich in der zweiten Hälfte des 12. Jahrhunderts im Rodungsgebiet des Vorderen Bayerischen Waldes entstanden. Aber erst für die Jahre 1440 und 1460 ist Hackenberg anlässlich eines Besitzerwechsels als Veste bzw. als Burg Hackenberg dokumentiert. Im Zuge der Verwaltungsreformen in Bayern entstanden mit dem Gemeindeedikt von 1818 die heutigen Gemeinden, so auch Bernhardswald und Hackenberg. In Hackenberg wurde zudem ein Patrimonialgericht II. Klasse gebildet, das ab 1831 den Freiherren v. Schwerin zugeordnet war. Das Patrimonialgericht wurde jedoch vom Landgericht Regenstauf verwaltet. Die letzten Vorrechte des Adels wurden in der Revolution 1848 aufgehoben. 1867 wird die Gemeinde Hackenberg dem Landgericht Nittenau zugewiesen und ist 1880 wieder im Amtsgericht Regenstauf. Am 1. Januar 1972 wurde die Gemeinde Hackenberg zur Gemeinde Bernhardswald eingemeindet.

## Weblink
- Hackenberg in der Ortsdatenbank der Bayerischen Landesbibliothek Online. Bayerische Staatsbibliothek